# Francesco Bonsignori

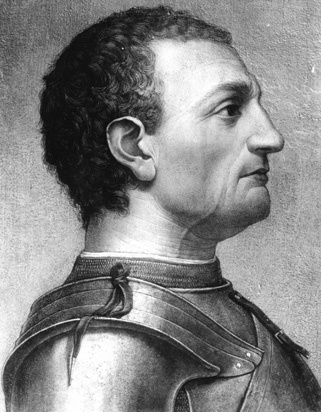
Porträt von Francesco Bonsignori, von einem unbekannten Künstler, Rijksmuseum Amsterdam

Francesco Bonsignori, auch bekannt als Francesco Monsignori (* um 1455 in Verona; † 2. Juli 1519 in Caldiero), war ein italienischer Maler und Zeichner der Renaissance, der herausragende Gemälde in den Bereichen Religiöse Kunst, Porträts, architektonische Perspektive und Tiere schuf. Bonsignoris Stil stand in seiner Anfangszeit unter dem Einfluss seines Lehrers Liberale da Verona. Nachdem er 1487 Porträtist und Hofmaler der Familie Gonzaga in Mantua geworden war, wurde sein Stil von Andrea Mantegna beeinflusst, der seit den 1480er Jahren auch für Francesco Gonzaga arbeitete. Gemeinsam schufen sie mehrere religiöse Gemälde, vor allem mit dem Thema Madonna mit Kind. Die Zuschreibung des Porträts eines venezianischen Senators (National Gallery, London) war bis ins letzte Jahrhundert umstritten, da sich die Techniken von Bonsignori und seinem Lehrer Mantegna ähnelten. Für die Phase seiner Karriere in Mantua gibt es einen nicht dokumentierten Zeitraum zwischen 1495 und Juli 1506, von dem es keine offiziellen Aufzeichnungen über seine Aktivitäten am Hof von Mantua gibt. Bonsignoris später Stil wurde in Form und Farbe entscheidend von Lorenzo Costa beeinflusst. Sein letztes monumentales Altarbild, die Anbetung der seligen Osanna Andreasi (Palazzo Ducale, Mantua), schuf er 1519 kurz vor seinem Tod.

## Familie
Francesco Bonsignori wurde um 1455 in Verona als ältester von drei Söhnen der Familie Bonsignori geboren. Sein Vater Alberto Bonsignori war ein bekannter Amateurmaler. In seiner Kindheit war Francesco das künstlerisch begabteste der Bonsignori-Kinder. Seine Brüder Bernardino (ca. 1476–1529) und Girolamo (ca. 1479 – unbekannt) wurden ebenfalls Maler. Sein jüngerer Bruder Girolamo wurde für seine schöne Kopie des letzten Abendmahls von Leonardo da Vinci hoch geschätzt.

## Lehrjahre und frühe Karriere

### Lehrzeit bei Liberale da Verona

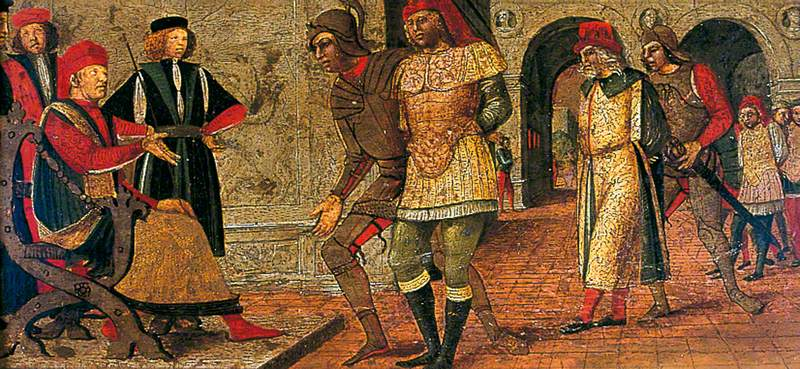
Gefangene Könige vor einem Richter (1480), York Museums Trust

Bonsignori war Schüler und Lehrling von Liberale da Verona (1451–1536). Liberale da Verona war zunächst ein Miniaturist, der in Anlehnung an Mantegnas Werk einen größeren Stil entwickelte. In der Farbgebung und im Hintergrund seiner Gemälde sind venezianische Einflüsse zu erkennen. Liberale da Verona trug zur Verbreitung des Squarcione-Stils in Siena bei und spielte eine wichtige Rolle bei der Beeinflussung einiger sienesischer Maler wie Girolamo da Cremona. Seine Wertschätzung für Francesco Squarcione, den Begründer der paduanischen Schule und Lehrer von Andrea Mantegna, beeinflusste später Bonsignoris frühen Stil und Geschmack. Liberale da Verona war bekannt für seine Fresken und Altarbilder. Obwohl er für seinen Erfindungsreichtum und seinen Elan bekannt war, mangelt es seinen späteren Werken im Vergleich zu seiner früheren Periode an konsequenter Innovation und Originalität.

### Frühe Karriere
Die frühe Karriere Bonsignoris ist der am besten dokumentierte Abschnitt seines Lebens. Ein Bericht über sein frühes Leben findet sich in Giorgio Vasaris Buch Leben der Maler, Bildhauer und Architekten. Vasari reiht den Maler in eine Gruppe kleinerer Virtuosen aus Verona ein. Bonsignori trägt einen anderen Namen, Monsignori", wie er von Vasari in seinem Buch fälschlicherweise genannt wird. Sein Pseudonym taucht in mehreren Dokumentationen aus der Renaissancezeit auf, während er alle seine engagierten Kunstwerke mit "Bonsignori" signierte. Weniger als ein Dutzend Zeichnungen, die Bonsginori während seiner frühen Karriere zugeschrieben werden, sind erhalten geblieben. Die meisten Gemälde, die in Vasaris Bericht erwähnt werden, sind verloren gegangen.
Er integrierte oft subtile Elemente aus der Natur und dem täglichen Leben in seine religiösen Gemälde. Im Jahr 1483 schuf er sein erstes signiertes Werk, die Jungfrau mit Kind (Castelvecchio, Verona). Der Stil dieses Werks ähnelt dem der Madonna mit Heiligen (Gemäldegalerie, Berlin), die von seinem Lehrer Liberale de Verona geschaffen wurde. Beeinflusst von seinem Lehrer schuf Bonsignori zwischen 1484 und 1492 mehrere Altarbilder. Im Jahr 1484 vollendete er die Jungfrau mit Kind und Heiligen (Castelvecchio, Verona).
Während seiner frühen Karriere wurde Bonsignori von verschiedenen Künstlern inspiriert und beeinflusst, darunter seine frühen Vorbilder Giovanni Bellini, Alvise Vivari, Antonello da Messina und Andrea Mantegna. Die Integration von Stilen verschiedener zeitgenössischer Meister ist in Bonsignoris frühen Werken bemerkenswert, die durch seine Konzentration auf menschliche Figuren in Andachtsbildern und Porträts gekennzeichnet sind. Landschaften und architektonische Kulissen im Hintergrund sind in seinen Gemälden oft weniger wichtig. Der frühe Stil Bonsignoris ist erkennbar sein eigener, wenn auch abgeleiteter Stil.

## Mantua-Periode
Bonsignoris mittlere Schaffensperiode begann nach seiner Übersiedlung nach Mantua im Jahr 1487. Das Porträt eines venezianischen Senators (National Gallery, London) wurde 1487 signiert und datiert. Danach schuf er mehrere Altarbilder mit der Darstellung der Jungfrau mit Kind und musizierenden Engeln und der Heiligen Georg und Hieronymus (Banda-Kapelle, S. Bernardino, Verona) im Jahr 1488. Die Jungfrau mit Kind und den Heiligen Antonius von Ägypten und Onofrio, signiert und datiert 1488, ist nur durch eine Kopie aus dem 19. Jahrhundert bekannt, die in Florenz aufbewahrt wird. Die Berichte über Bonsignoris mittlere Periode stammen aus den offiziellen Dokumenten des Gonzaga-Hofs in Mantua, aber es gibt keine offiziellen Aufzeichnungen über Bonsignori zwischen 1495 und Juli 1506.

## Bonsignori und die Familie Gonzaga

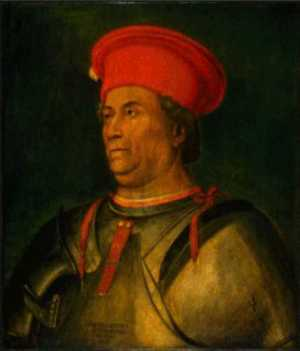
Bonsignori nach Mantegna: Porträt von Francesco Sforza (um 1490)

Francesco Bonsignori und seine beiden Brüder zogen 1487 von Verona nach Mantua. Francesco Bonsignori wurde von der Familie Gonzaga als Porträtmaler angestellt und war für die Dekoration ihres Palastes in Marmirolo und Gonzaga verantwortlich. Vasari berichtet, dass er am Hof von Francesco Gonzaga, Markgraf von Mantua, lebte, der ihm ein Haus für sich und seine Familie zur Verfügung stellte. Als Belohnung für seine Dienste erhielt Bonsignori 1494 ein Stück Land im Gebiet der Gonzaga. Die Erfüllung der Wünsche der Gonzaga-Familie brachte ihm Ansehen und Status als einer der angesehensten Künstler in Mantua ein. Aufgrund des Monopols in der lokalen Kunstszene und der Vorherrschaft der Gonzaga-Familie sind Bonsignoris Werke, die er im Dienst des Herzogs von Mantua schuf, thematisch und inhaltlich einheitlich und konzentrieren sich auf Porträts der Adelsfamilie und Altarbilder. Francesco Gonzaga hielt Bonsignori auf Trab, wie die aufeinander folgenden Porträts zeigen, die Bonsignori für Mitglieder der Gonzaga-Familie schuf. Im Jahr 1494 wurde Bonsignori beauftragt, ein Porträt von Francesco Gonzagas Tochter, der einjährigen Eleonora Gonzaga (ca. 1493–1550), der späteren Herzogin von Urbino, anzufertigen. Im Jahr 1495 porträtierte er ein weiteres Kind der Gonzagas, den späteren Kardinal Ippolito. Im selben Jahr gab Francesco Gonzaga ein Gemälde in Auftrag, das seine militärischen Fähigkeiten und seine Führungsqualitäten als Anführer der italienischen Streitkräfte darstellen und an seinen Sieg gegen den französischen König Karl VIII. am 6. Juli 1495 in Fornovo erinnern sollte. Zwei Monate nach dem Krieg reiste Bonsignori zusammen mit Gonzagas Hofarchitekten Bernardino Ghisolfi (ca. 1483–1511) nach Fornovo, um die physischen Konturen des Schlachtfelds in einem großformatigen Fresko genau darzustellen, das im Landsitz der Familie Gonzaga südlich des Po ausgestellt werden sollte. Bonsignoris Wandgemälde Triumph von Fornovo, das heute verloren ist, wurde schließlich im „Saal der Siege“ aufgehängt, einem Audienzsaal, der mit Szenen der wichtigsten militärischen Siege der Familie Gonzaga geschmückt war.
Eine Kreidezeichnung von Francesco Gonzaga (National Gallery, Dublin) wurde im Jahr 1499 angefertigt, signiert und datiert. Aufgrund ihrer hohen Qualität wird sie Andrea Mantegna und Giovanni Bellini zugeschrieben, die beide zu Bonsignoris frühen Vorbildern zählen. Es handelt sich um eine von Bonsignoris kraftvollsten und sympathischsten Darstellungen eines Herrschers, die die liebevolle und herzliche Beziehung zwischen Bonsignori und seinem lebenslangen Gönner, Freund und Bewunderer Francesco Gonzaga deutlich macht.  Im selben Jahr fertigte Bonsignori ein Porträt von Isabella d' Este, 4. Marchesa von Mantua, an, das durch den Auftrag ihres Mannes verzögert wurde. Isabella d’Este schickte oft Porträts von sich selbst als Geschenke an ihre Hofdamen. Der Austausch von Porträts unter den Damen des Hofes von Mantua symbolisierte die Aufnahme in den inneren gesellschaftlichen Kreis und den adeligen Status der Marchesa. In einem Briefwechsel zwischen ihr und ihrer lebenslangen Freundin Margherita Cantelma, Herzogin von Sora, bezeichnete sie Bonsignori als „maestro“ (Meister) und zeigte damit ihre Zufriedenheit mit Bonsignori als ihrem Porträtmaler.
Im Jahr 1506 arbeitete Bonsignori an dem Abendmahl für das Kloster von Francesco de’ Zoccolanti in Mantua. Das Gemälde zeigt Federico Gonzaga, 5. Markgraf von Mantua, kniend vor seinem Vater Francesco. Die Kreidezeichnung des jungen Federico Gonzaga (Albertina, Wien) wird als vorbereitende Studie für dieses Gemälde angesehen. Federico Gonzaga wird dargestellt, wie er vom Heiligen Franziskus Christus empfohlen wird. Auf der gegenüberliegenden Seite werden zwei Mitglieder der Familie Gonzaga, Kardinal Sigismondo Gonzaga (1469–1525) und Eleonora Gonzaga, vom Heiligen Bernhard gepriesen. Im selben Jahr wurde ein weiteres Altarbild, die Heiligen Ludwig und Franziskus mit den Insignien Christi, das im Kloster S. Francesco de' Zoccolanti in Mantua aufbewahrt wird, ausgeführt. Im Jahr 1509 schuf Bonsignori das Porträt von Elisabetta Gonzaga (1471–1526; Uffizien, Florenz) und das von Emilia Pia di Montefeltro (1470–1528) (MD Museum, Baltimore). Bonsignori schuf zahlreiche Porträts der Adelsfamilie in Mantua. Von der Sammlung von Porträtzeichnungen gehörte die Mehrzahl der Gonzaga-Familie, die sie als Geschenke an ausländische Herrscher in allen italienischen Staaten und an Fürsten in Frankreich und Deutschland verwendete. Auch Francesco Sforza, Massimiliano Sforza, (Herzog von Mailand) gaben ihre Porträts in Auftrag. Bonsignori fertigte von seinen Porträts meist einfarbige Plattenzeichnungen an, von denen eine Sammlung von seinen Erben in Verona aufbewahrt wird. Nachdem Francesco Gonzaga im März 1519 gestorben war, unterstützte ihn sein Sohn Federico Gonzaga als sein größter und letzter Mäzen bis zu Bonsignoris Tod im Juli 1519. Unter den Veroneser Malern, die im 15. Jahrhundert für die Gonzagas arbeiteten, lobte Vasari Bonsignori wegen seines Talents in der Porträtmalerei sehr.

## Bonsignori und Andrea Mantegna

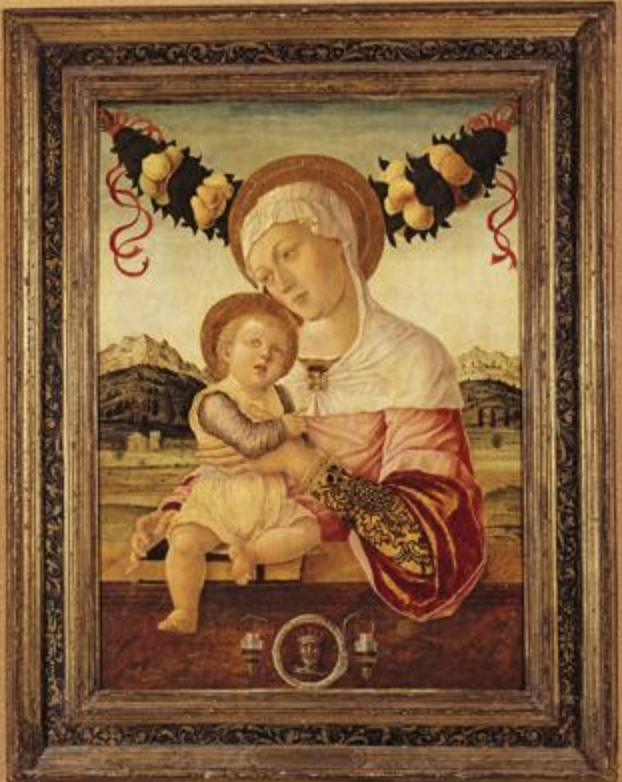
Mantegna und Bonsignori: Madonna mit Kind (1491), Philbrook Museum of Art, Tulsa, Oklahoma

Mantegna arbeitete die meiste Zeit seines Lebens für die Familie Gonzaga als Hofmaler der Gonzagas. Da er sich hauptsächlich auf die Ausschmückung ihrer Schlösser mit Fresken in einer kleinen Stadt in Mantua konzentrierte, schuf er nicht viele Gemälde, widmete aber dennoch viel Zeit seiner Werkstatt und seiner traditionellen Ausbildung. Bonsignori war einer seiner wenigen Schüler in seiner Werkstatt in Mantua.
Bonsignori war bereits ein Meister mit bescheidenem Ruf, als er 1490 nach Mantua kam und in die Werkstatt von Mantegna eintrat. Zwischen 1491 und 1492 arbeitete Bonsignori als Assistent von Mantegna in Marmirolo, Mantua. In dieser Zeit arbeiteten sie an mehreren Werken zusammen. Im Jahr 1491 wurde die Napoleon-Madonna – Madonna mit Kind (Philbrook Museum of Art) von Mantegna mit Bonsignoris Hilfe gemalt. Die Herkunft dieses Gemäldes lässt sich bis zur Sammlung des Palais Royal in Paris zurückverfolgen. Es wurde 1872 vom Prinzen Jerome Napoleon verkauft und 1880 und 1894 im Burlington House ausgestellt. Stilistische Hinweise deuten darauf hin, dass Mantegna die Komposition entworfen und skizziert sowie das Kind und das Medaillon auf der Brüstung gemalt hat. Die Komposition der Napoleon-Madonna entspricht genau der Madonna mit Kind (Kaiser-Friedrich-Museum, Berlin), die Mantegna in seiner mittleren Schaffensperiode vollendete. Mantegna ließ das Gemälde unvollendet, da er in den 1490er Jahren mit der Dekoration des Gonzaga-Palastes beschäftigt war. Sein Assistent Bonsignori vollendete das Gemälde. Eine ähnliche Zusammenarbeit ist beim Porträt eines Kriegers in der Widener Collection (Lynnewood Hall, Philadelphia) zu beobachten, wo Bonsignori das Porträt ausführte, während Mantegna in seinem Atelier entwarf und malte. Während seiner Lehrzeit bei Mantegna malte Bonsignori auch den Kopf einer weiblichen Heiligen (Poldi-Pezzoli Museum, Mailand), das Porträt der Jugend (Metropolitan Museum, New York) und die Madonna mit vier Heiligen (1490–1510, The National Gallery, London). Die Gesichtsausdrücke in den Bildern ähneln denen der Madonna Napoleon, was auf den Einfluss von Mantegna auf seinen Stil hinweist. Bestimmte morphologische Details wie die Nase, der Mund und die Augen sind in Bezug auf Modellierung und Form identisch gemalt. Weniger gelehrt und korrekt in seiner Gestaltung als Mantegna, ist Bonsignori moderner in seinem Stil und seine Farbgebung hat mehr Morbidezza. Er zeichnete sich durch die Darstellung von Tieren aus, die er gerne in den Hintergrund seiner Kompositionen stellte. Seine Tierbilder sollten Hunde und Vögel täuschen, und man nannte ihn den „modernen Zeuxis“ (nach einem antiken griechischen Tiermaler). Eines seiner Bilder, das den Heiligen Ludwig darstellt, wird in der Brera in Mailand aufbewahrt. Einige perspektivische Ansichten im Refektorium der Franziskanerkirche in Mantua zeigen, dass er ein Meister dieses Kunstzweigs war.

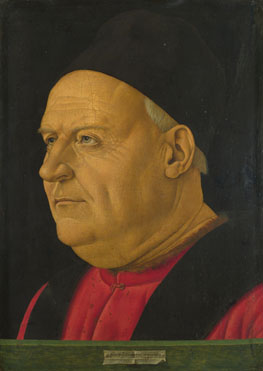
Bonsignori: Porträt eines älteren Mannes (1487), auch bekannt als Porträt eines venezianischen Senators, National Gallery, London

## Porträt eines älteren Mannes
Da Mantegnas mantuanische Porträts Bonsignoris Stil maßgeblich beeinflussten, verwirrte die Zuschreibung des Porträts eines älteren Mannes (National Gallery, London), das Bonsignori in seiner mittleren Schaffensphase anfertigte, die modernen Kunsthistoriker bis ins 19. Mitte des 19. Jahrhunderts wurde das Porträt von dem venezianischen Sammler Cesare Bernasconi erworben. Bernasconi identifizierte den Dargestellten zunächst als Giovanni Cappello, ein Mitglied der alten venezianischen Patrizierfamilie Cappello. Jahrhundert als Senator und Prokurator von San Marco aus dem Jahr 1466 bestätigt, daher trägt das Gemälde auch einen anderen Namen: Das Porträt des venezianischen Senators. Der ältere Mann ist als angesehener venezianischer Patrizier dargestellt, der einen schwarzen Hut, eine Stola und ein scharlachrotes Gewand mit Pelz um den Hals trägt. Bonsignori integrierte innovative Elemente in ein traditionelles Porträt eines Adligen, das ansonsten typisch für zeitgenössische Künstler in Norditalien ist: Dazu gehören eine grüne Brüstung im Vordergrund mit einem illusionistischen Cartellino und der dunkle neutrale Hintergrund. Der venezianische Senator blickt den Betrachter nicht direkt an, wodurch eine distanzierte Atmosphäre entsteht, die die Würde und den Adel eines Patriziers betont.
Die Zuschreibung einer schwarzen Kreidezeichnung (Albertina, Wien) desselben Motivs ist seit Jahrhunderten umstritten. Der lebhafte Gesichtsausdruck, die prägnante Darstellung der Gesichtszüge des Mannes und das gekonnte Spiel mit dem Licht veranlassten Kunsthistoriker wie Philip Pouncey, David Ekserdjian und Konrad Oberhuber zu der Vermutung, dass die Kreidezeichnung von Mantegna als vorbereitende Studie für Bonsignori angefertigt wurde und dass die Kreidezeichnung lebendiger ist als das Gemälde. Außerdem fehlen hier die charakteristischen Techniken, die Mantegna in seinen Gemälden anwendet, wie z. B. die starken diagonalen Pinselstriche und die kräftige Plastizität der Figuren. Die Ausführung der linearen Umrisse, die laue Ebenheit und die tonale Modellierung lassen eher auf den Stil von Bonsignori schließen. Zeitgenössische Quellen geben Aufschluss über die Vorgehensweise Bonsignoris in seiner Porträtpraxis. Ein Briefwechsel zwischen Francesco Gonzaga, 4. Markgraf von Mantua, und seiner Frau Isabella d' Este über das Porträt ihres Sohnes beweist, dass die Kohlezeichnung zu Bonsignoris Arbeitsverfahren gehörte, bevor er den Entwurf auf eine Tafel übertrug. Sie lobten seine hohe Qualität: „quello di carbone piu bello che mai vedesti“ („Diese Kohlezeichnung ist schöner als alles, was Sie je gesehen haben.“) Vasari erwähnte in seinem Buch auch, dass Bonsignori gewohnheitsmäßig gezeichnete Kopien der Gemälde aufbewahrte, die wahrscheinlich als Vorlagen für neue Porträts dienen sollten. Bei der sorgfältig ausgeführten Karikatur eines älteren Mannes in der Albertina könnte es sich um eine solche Aufnahmezeichnung des Porträts eines älteren Mannes handeln.

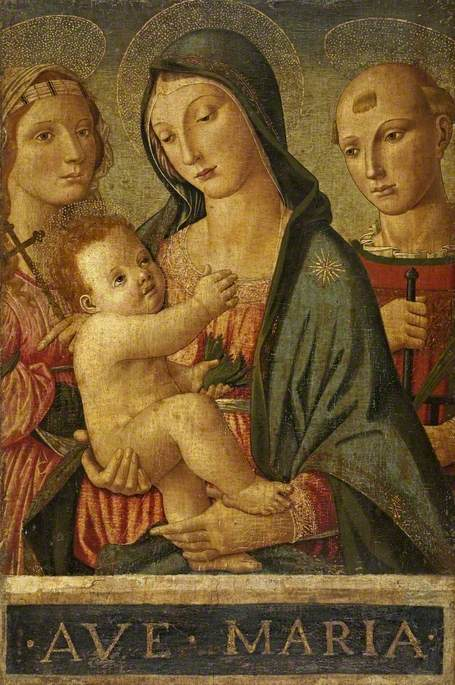
Bonsignori: Madonna mit Kind und den Heiligen Laurentius und Margareta von Antiochien (1483–1484), Russell-Cotes Art Gallery & Museum

## Entwicklung der Madonna mit Kind
Die frühen Madonnenkompositionen von Bonsignori sind Jungfrau und Kind (um 1483, Castelvecchio, Verona), gefolgt von dem Altarbild dal Bovo, das die Jungfrau und das Kind mit Heiligen darstellt (um 1484, Castelvecchio, Verona). Sie sind ein Beispiel für die früheste Version der Darstellung von Madonna und Kind, mit dem typischen Merkmal der Bogenbildung hinter dem Kopf der Madonna. Die Fähigkeiten sind unausgereift, da Bonsignori noch nicht mit der linearen Perspektive vertraut ist. Es gelingt ihm nicht, Heiligenscheine und Bäume in dreidimensionaler Form darzustellen. Der Hintergrund ist verödet und wenig aussagekräftig, was typisch für Bonsignoris Stil in seiner frühen Periode ist. Das Gemälde ist auch geometrisch symmetrisch, was den freien Ausdruck der natürlichen Schönheit einschränkt. Die Modellierung der Draperien von Onophrius, Hieronymus, dem Heiligen Bischof und Altobella Avogadro ist plastisch und hart. Der Gesichtsausdruck der Madonna ist sanft und warm, was Bonsignori von anderen Malern des 15. Jahrhunderts wie Andrea Mantegna, Giovanni Bellini und Alvise Vivari unterscheidet, die die Madonna mit Ernsthaftigkeit und Unnachgiebigkeit malten.

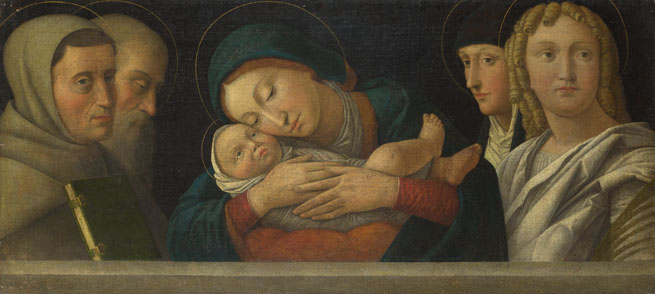
Bonsignori: Die Jungfrau mit Kind und vier Heiligen (um 1490 – um 1510) National Gallery, London

Die Napoleon-Madonna stellt den letzten Schritt in der Entwicklung der Madonnenmalerei dar und zeigt die Weiterentwicklung von Bonsignoris Fähigkeiten. Die Madonna und das Kind sitzen auf der Brüstung, was auf den Einfluss des Stils von Mantegna hindeutet. Die Madonna mit Kind (Kaiser-Friedrich-Museum, Berlin) konzentriert sich auf menschliche Figuren vor einem dunklen, neutralen Hintergrund mit einer Fruchtgirlande. Im Gegensatz dazu vermittelt die Madonna Napoleon einen Eindruck von Freiheit, da auf allen vier Seiten des Gemäldes reichlich Platz ist und im Hintergrund eine Landschaft zu sehen ist. Die Behandlung der Falten des Faltenwurfs ist viel weicher, was auf eine Weiterentwicklung von Bonsignoris Fähigkeiten in seiner mittleren Schaffensperiode hinweist. Das Medaillon auf der Brüstung wurde hinzugefügt, um ein Gleichgewicht zwischen den Früchten und dem Band herzustellen und Symmetrie zu schaffen. Das Kind ist in koketter Haltung gemalt und nicht mit dem mantegnesken, distanzierten und strengen Gesichtsausdruck, der für Bonsignoris mittlere Periode typisch ist. Dieser Sinn für Freiheit und Eleganz dieser Komposition ist typisch für Bonsignoris Stil und deutet auch auf Mantegnas Stilwandel in seiner späten Karriere hin.
Die Madonna mit Kind und vier Heiligen (The National Gallery, London) ist das bekannteste seiner Werke mit der Madonna und dem Kind. Es wurde zwischen 1490 und 1510 gemalt, also während seiner nicht dokumentierten Zeit in Mantua. Der Heilige auf der linken Seite, der ein Buch hält, ist Franziskaner, während die anderen drei Heiligen nicht identifizierbar sind. Laut Vasari sind das Aussehen und die Position der Gruppe der Heiligen und des Kindes von einem umgekehrten Stich Mantegnas abgeleitet, mit Ausnahme der Handgesten der Madonna, die ursprünglich von Bonsignori stammen.

## Spätzeit und Reifung des Stils (1507–1519)
Nach dem Tod von Andrea Mantegna im September 1506 entbrannte eine Kontroverse darüber, wer Mantegnas Nachfolger als Hofmaler der Gonzaga werden sollte. Bonsignori wurde, obwohl er Mantegnas Lieblingsschüler war und von der Familie Gonzaga in Matua unterstützt wurde, vom mantuanischen Hof nicht als Hofmaler ausgewählt. Vasari zufolge gelang es Bonsignori nicht, seine Leidenschaft und Ehrfurcht vor der Antike zum Ausdruck zu bringen, die unter den Künstlern in Mantua als eine der künstlerischen Anforderungen beliebt war. Außerdem schätzte Isabella d' Este, die Marchesa von Mantua, seine Kunst nicht. Nach Mantegna wurde 1507 Lorenzo Costa der Ältere Hofmaler von Mantua. Er hatte einen bedeutenden Einfluss auf Bonsignoris späten Stil in Bezug auf Stimmung und Farbe. Das von Bonsignori 1510 geschaffene Altarbild Christus, der das Kreuz trägt (Pal. Ducale, Mantua), zeigt den Einfluss Costas. Die Form- und Farbgebung des Heiligen Sebastian (S. Maria delle Grazie, Curtatone) und der Jungfrau und des Kindes in der Glorie mit den Heiligen Blaise, Sebastian, Martial und Juliana (SS Nazaro e Velso, Verona), die zwischen 1510 und 1519 entstanden, sind typisch für Costas Stil. Bonsignori vollendete sein letztes großes Werk, die Anbetung der Seligen Osanna Andreasi (Pal. Ducale, Mantua), 1519, kurz vor seinem Tod.

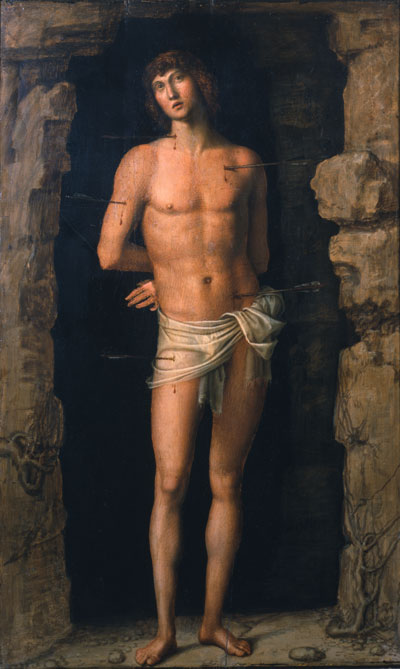
Bonsignori: Heiliger Sebastiano (um 1510 – um 1519), Museo Statale d’Arte, Arezzo

## Die Schmerzen des Heiligen Sebastian
Der Heilige Sebastian war im 16. Jahrhundert in Mantua sehr beliebt. Bevor Francesco Bonsignori den Heiligen Sebastian (S. Maria delle Grazie, Curtatone) malte, schuf sein Lehrer Andrea Mantegna drei Gemälde zu diesem Thema, die von der Familie Gonzaga in Auftrag gegeben wurden. Bonsignoris Ideen waren oft vom Leben inspiriert, und er beobachtete und kopierte gewissenhaft Dinge aus der Natur. Als Vorbereitung für St. Sebastian (S. Maria delle Grazie, Curtatone) verbrachte er vier Jahre mit der Beobachtung und Ausführung, um naturalistische Effekte zu erzielen. Vasari erwähnt in seinem Buch, dass Bonsignori für die natürliche Wirkung einen kräftigen Portier als Modell benutzte, der von seinem Gönner Francesco Gonzaga, dem 4. Markgrafen von Mantua, angeregt worden war. Nur wenige der Künstler, die sich mit dem Thema des Heiligen Sebastian befassten, benutzten tatsächlich echte Männer als Modelle für ihre Darstellungen des verletzlichen Heiligen. Indem Bonsignori dem Heiligen eine schöne männliche Figur als Vorbild nahm, untersuchte er sorgfältig die Bewegung der Muskeln und die Übertragung des Gewichts. Es gibt eine Anekdote über die Entstehung dieses Werks, die in Vasaris Buch erwähnt wird. Als Francesco Gonzaga das Atelier von Bonsignori zum ersten Mal besuchte, beklagte er sich darüber, dass die Fesseln des Heiligen Sebastian nur minimal waren und es keine Anzeichen von Eifer gab, sie zu lösen. Außerdem zeige der Heilige nicht die Panik, die man bei einem gefesselten und mit Pfeilen beschossenen Mann erwarten würde, der Figur fehle die Kraft und der Ausdruck von Emotionen, um den Betrachter zu fesseln. Am nächsten Tag suchte Bonsignori nach einer überzeugenderen Darstellung des Heiligen Sebastian, indem er sein Modell fesselte. Doch schon bald schickte er eine geheime Nachricht an Gonzaga, in der er ihm gestand, dass er seinen Willen nicht verstanden hatte. Gonzaga stürmte am Nachmittag in sein Atelier, winkte dem Portier wütend mit einer Armbrust und schrie: „Verräter! Du bist ein Toter!“ Verängstigt von seinem Angriff, versuchte der Portier manisch, die Seile zu zerreißen, um zu entkommen. Die Angst im Gesichtsausdruck des unglücklichen Pförtners und seine körperliche Raserei spiegeln den physischen und psychischen Kampf wider, den der heilige Sebastian erleben würde, wenn er von Pfeilen durchbohrt werden sollte. „Da! Jetzt hast du ihn so, wie er sein sollte! Den Rest überlasse ich dir.“ Dann wandte sich der Markgraf an Bonsignori. Von Gonzaga inspiriert, komponierte Bonsignori sein Bild realistischer und naturalistischer. Nur wenige Künstler zeigten das tatsächliche Ende des Heiligen Sebastian. Der Heilige Sebastian (S. Maria delle Grazie, Curtatone) wurde schließlich in der Mantuaner Kirche der Madonna delle Grazie aufgestellt.

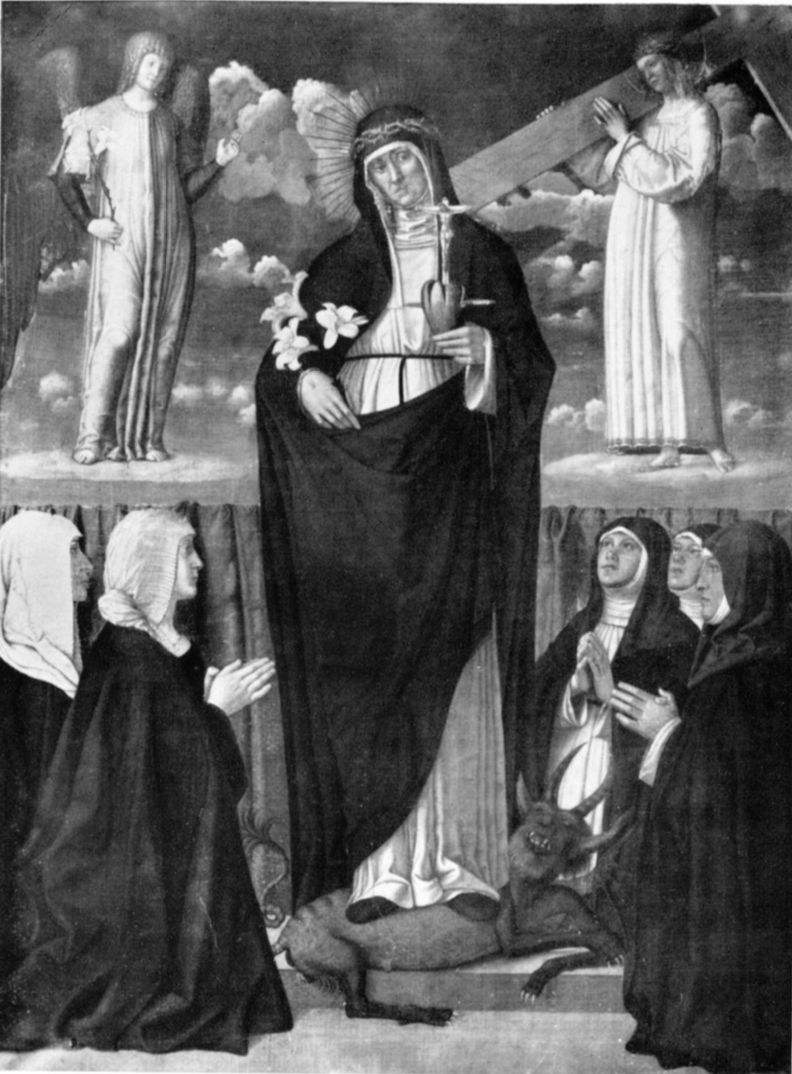
Bonsignori: Die Anbetung der seligen Osanna Andreasi (1519), Pal. Ducale, Mantua

## Die Selige Osanna

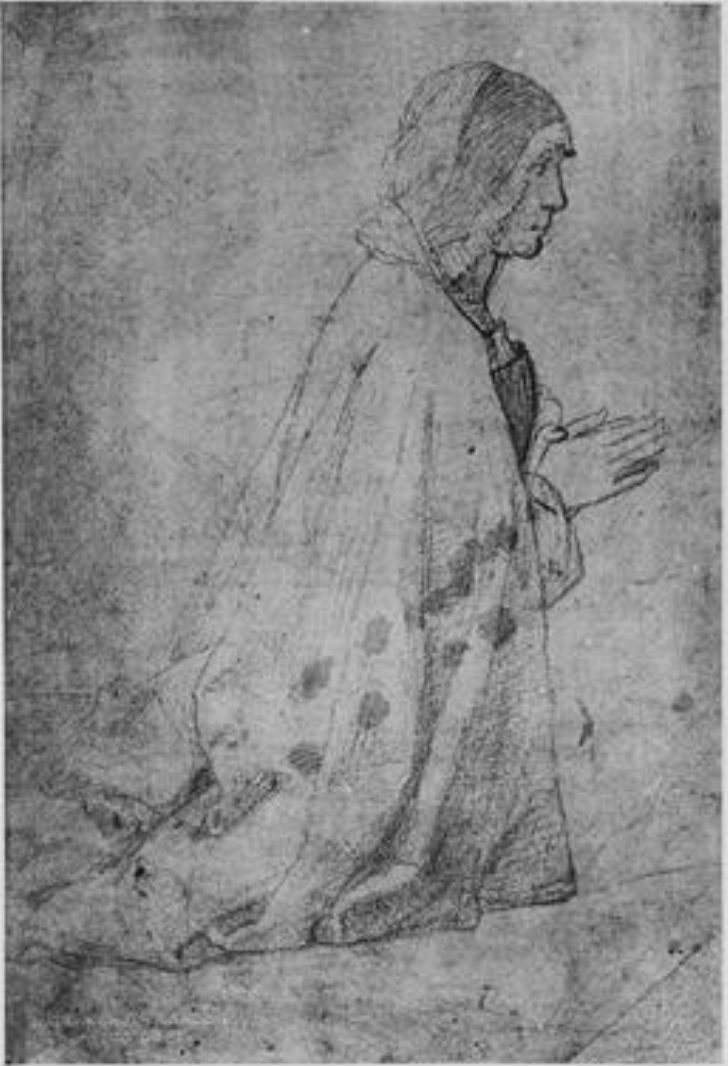
Bonsignori: Isabella d’Este (1519), Kreidezeichnung, National Gallery, London

Anders als bei der Madonna mit Kind und vier Heiligen (National Gallery, London) ist Bonsignori nicht mehr von Mantegna überwältigt. Die Anbetung der Seligen Osanna Andreasi (Palazzo Ducale, Mantua) zeigt die Selige Osanna (1449–1505) als hochgeschätzte Nonne, umgeben von drei Dominikanerinnen und zwei Frauen, darunter Isabella d’Este, 4. Marchesa von Mantua in weltlicher Kleidung, die im linken Vordergrund kniet.  Laut dem Kreideporträt der Donatrix, das Bonsignori für dieses Altarbild anfertigte (British Museum, London), zeichnete Bonsignori Isabella d' Este zunächst als Witwe, was darauf hindeutet, dass das Gemälde nach dem Tod ihres Ehemanns Francesco Gonzaga am 29. März 1519 entstand. Die Kreidezeichnung ist eine Vorzeichnung für das spätere Gemälde. Die identischen Details der Pose und des Kostüms in beiden Zeichnungen beweisen, dass sie von demselben Künstler geschaffen wurden. Das Gemälde zeigt sie als jüngere und hübschere Frau, ohne die Spur eines Doppelkinns wie auf der Kreidezeichnung. Sie hält sich aufrecht und zeigt ihre Eleganz und ihren Stolz als edle Frau. Die Spontaneität, die fließenden Linien und das Vorhandensein des Pentimento in ihrem Nacken und Gesicht belegen, dass es sich bei dem Altarbild um Bonsignoris Originalstudie handelt. Der Brief, der ihren Kult in der Provinz Mantua sanktioniert, wurde erst am 20. Januar 1515 ausgestellt. Die Strahlen der Seligsprechung, die vom Kopf der Beata ausgehen, lassen vermuten, dass die Zeichnung mindestens zehn Jahre nach ihrem Tod im Jahr 1505 entstanden ist. Trotz der großen Verehrung, die das Volk der Beata vor und nach ihrem Tod entgegenbrachte, ist es unwahrscheinlich, dass dieses Altarbild früher in Auftrag gegeben wurde. Bonsignori konzentrierte sich auf den Gesichtsausdruck und die Gesten der Figuren und weniger auf architektonische Elemente und natürliche Landschaften mit erzählerischen Details im Hintergrund. Die detaillierte Darstellung von Osannas Gesichtszügen zeigt uns, wie vertraut Bonsignori mit der Figur war, die jahrzehntelang eine verehrte spirituelle und politische Beraterin der Familie Gonzaga war. Sie war auch dafür bekannt, dass sie posthum die chronischen Kopfschmerzen von Isabella d’Este heilte (1507). Ihre sterblichen Überreste wurden im Beisein von Francesco Gonzaga nach S. Domenica übertragen, was ihre enge Verbindung zur Familie Gonzaga zeigt. Der Kompositionsstil dieses Andachtsbildes ist ebenso altmodisch wie Bonsignoris erstes Altarbild von 1484. Bonsignori starb vier Monate später während der Kur in Caldiero bei Verona. In seinem letzten Monumentalwerk gelang Bonsignori eine Kombination aus Andachtsbild und Porträt, den Gattungen, denen er sich während seiner gesamten Karriere widmete.
Die Verehrung der seligen Osanna Andreasi (Palazzo Ducale, Mantua) ist ein Werk der Frömmigkeit. Bonsignori verknüpfte Elemente von Mystikern, Matronen und Mönchen, die sich zu einem komplexen Muster zusammenfügten. Dies veranschaulicht die Beziehung zwischen dem Heiligen und dem Weltlichen, der öffentlichen und der privaten Andacht. Der Betrachter wird gezwungen, über das reiche und komplizierte weibliche religiöse Leben im Mantua des 16. Jahrhunderts nachzudenken, das das Gemälde in seiner Gesamtheit zeigen will: Die Kunst ist nicht nur die eines verehrten lokalen Heiligen, sondern ein anschauliches Dokument der komplizierten weiblichen Beziehungen, die sich um den Körper dieses Heiligen ranken. Das Altarbild kann als eine „Stadt der Frauen“ beschrieben werden. Es zeigt lebenslange Freundinnen, die durch gegenseitige Hingabe, private Sorgen und Volksfrömmigkeit miteinander verbunden sind, eine Mutter und eine Tochter sowie eine Tochter mit ihren Klosterschwestern. Heute beherbergt das städtische Museum im ehemaligen Gonzaga-Palast von San Sebastiano das Gemälde, doch einst befand es sich im Dominikanerinnenkloster von San Vincenzo. Wie so viele Klöster der frühen Epoche wurde das Kloster aufgehoben und verfiel später während der napoleonischen Ära. Mantua hat, nicht anders als die meisten italienischen Städte, eine moderne Struktur, die auf dem Gerüst der mittelalterlichen und Renaissance-Stadt aufgebaut ist. Einige der Frauenklöster, die die Stadt zur Zeit der Entstehung des Altarbildes ausmachten, sind bis heute als praktischere Einrichtungen wie Schulen oder Kulturzentren erhalten geblieben, doch viele andere haben dem Zahn der Zeit nicht standgehalten.

## Hauptwerke

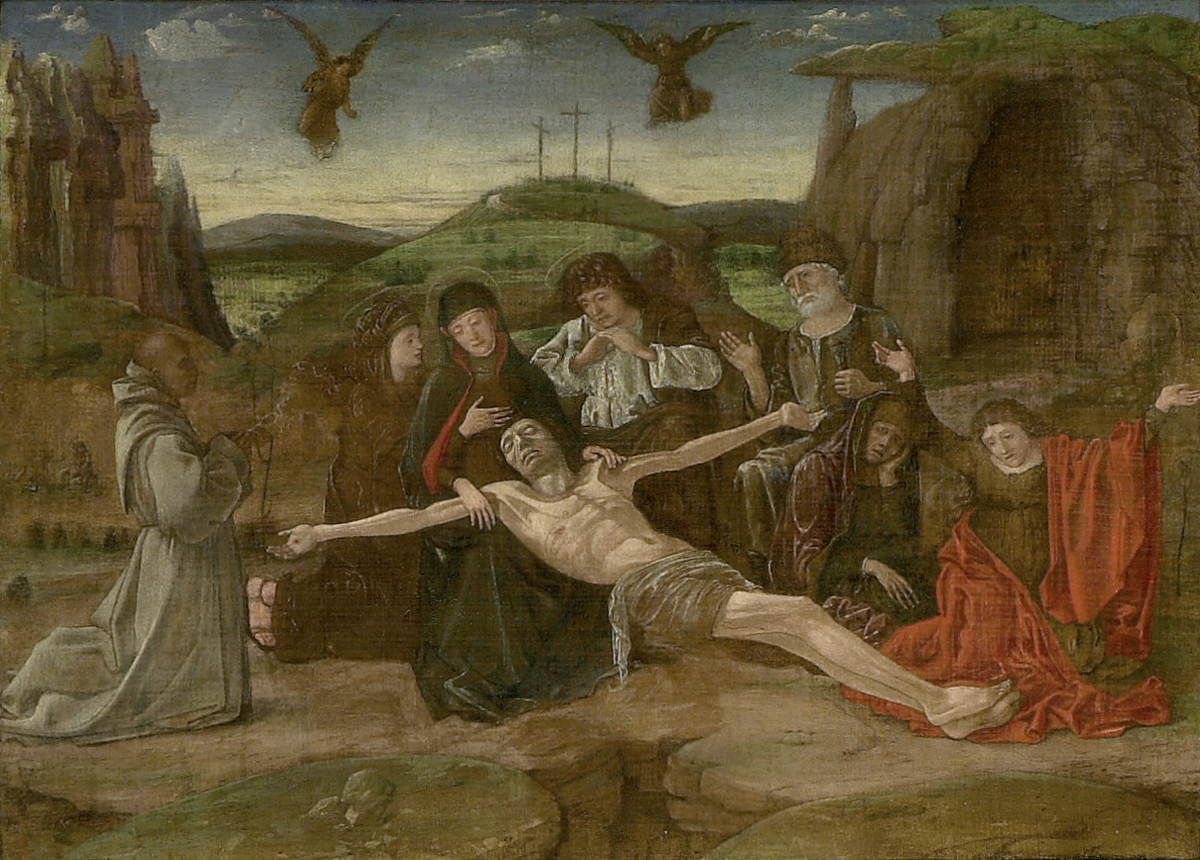
Bonsignori: Die Beweinung mit einem benediktinischen Stifter. Das Ashmolean Museum für Kunst und Archäologie. (Um 1490)

- Profil eines Kriegers – Walters Art Gallery, Baltimore
- Christus mit dem Kreuz und die Heilige Veronika – Sammlung Bargello Carrand, Florenz
- Möbeltafel: Apollo und Daphne – Sammlung Berenson, Florenz
- Die Beweinung mit einem benediktinischen Stifter – Ashmolean Museum of Art and Archaeology, Oxford
- Porträt eines älteren Mannes – 1487, The National Gallery, London
- Weg nach Golgatha.L. Visionen der seligen Osanna Andeasi, mit Isabella d’Este – Palazzo Ducale, Mantua
- Büste eines älteren Mannes – Sammlung J.G. Johnson, Philadelphia
- Büste des jugendlichen Erlösers – Sammlung J.G. Johnson, Philadelphia
- Madonna mit schlafendem Kind – 1483, Verona
- Thronende Madonna mit Kind und SS. Onophrius, Hieronymus, Christophorus, Heiliger Bischof und Altobella Avigadro, Witwe von Donato Dal Bovo – 1484, Museo di Castelvecchio, Verona
- Zwei Engel, die einen Vorhang halten – S. Anastasia, über der Sakristeitür, Verona
- Thronende Madonna mit Kind und SS. Hieronymus und Georg – 1488, S. Bernardino, Cappella Dei Banda, Verona
- Madonna mit Kind in der Glorie und SS. Blaise, Sebastian und Juliana – 1514-19, SS. Nazaro E Celso, Verona
- Madonna mit Kind und SS. Antonius Abt und Maria Magdalena – Chiesa de S. Paolo, Erste Kapelle Rechts, Verona
- Kreuzigung – S. Lorenzo, Vierter Altar, R. Querschiff, Vicenza
- Predella: Zwei gefangene Könige vor einem Richter – York Museums Trust
- Büste des Petrus Leonius – Objektstandort unbekannt
- Madonna mit Kind – 1491, The Samuel H. Kress Collection, Philbrook Museum of Art, Tulsa, Oklahoma
- Kopf einer weiblichen Heiligen – Poldi-Pezzoli Museum, Mailand